# بیکتور پوخول
بیکتور پوخول (اسپانیایی: Víctor Pujol‎؛ زادهٔ ۴ اکتبر ۱۹۶۷) بازیکن هاکی روی چمن اهل اسپانیا است که در مسابقات کشوری و بین‌المللی در مجموع برندهٔ  2 مدال نقره، 1 مدال برنز شده‌است.